# Chitetsu Watanabe
Chitetsu Watanabe (jap. 渡邉 智哲 Watanabe Chitetsu; ur. 5 marca 1907, zm. 23 lutego 2020) – japoński superstulatek, po śmierci Gustava Gernetha w dniu 22 października 2019 został zweryfikowany przez Gerontology Research Group w ramach GRG World Supercentenarian Rankings List jako najstarszy żyjący mężczyzna na świecie. 12 lutego 2020 jego tytuł najstarszego żyjącego mężczyzny na świecie został uznany przez Księgę rekordów Guinnessa. Tego samego dnia zmarł Brazylijczyk Joao Zanol, co uczyniło Watanabe ostatnim żyjącym mężczyzną urodzonym w 1907.

## Życiorys
Urodził się w rolniczej rodzinie w prefekturze Niigata. Po ukończeniu szkoły rolniczej mieszkał na Tajwanie, dokąd wyjechał do pracy przy produkcji trzciny cukrowej. Do Japonii powrócił po II wojnie światowej i aż do przejścia na emeryturę pracował jako urzędnik w rodzinnej prefekturze Niigata. Po śmierci Masazō Nonaki (20 stycznia 2019), Watanabe został najstarszym mężczyzną w Japonii oraz drugim najstarszym mężczyzną na świecie za Gustavem Gernethem. Po śmierci Gernetha 22 października 2019 został zweryfikowany przez Gerontology Research Group w ramach GRG World Supercentenarian Rankings List jako najstarszy żyjący mężczyzna na świecie (Gerneth nie został oficjalnie zweryfikowany).
Do 108 roku życia mieszkał wraz z jednym z synów. W ostatnich latach mieszkał w domu opieki.